# Horšice
Horšice (en allemand : Horschitz, précédemment : Horčitz) est une commune du district de Plzeň-Sud, dans la région de Plzeň, en République tchèque. Sa population s'élevait à 421 habitants en 2022.

## Géographie
Horšice se trouve à 6 km au sud-est de Přeštice, à 24 km au sud de Plzeň et à 97 km au sud-ouest de Prague.
La commune est limitée par Radkovice et Dolce au nord, par Letiny à l'est, par Skašov et Týniště au sud, et par Vlčí et Příchovice à l'ouest.

## Histoire
La première mention écrite de la localité date de 1245.

## Administration
La commune se compose de deux sections :
- Horšice
- Újezd

## Galerie

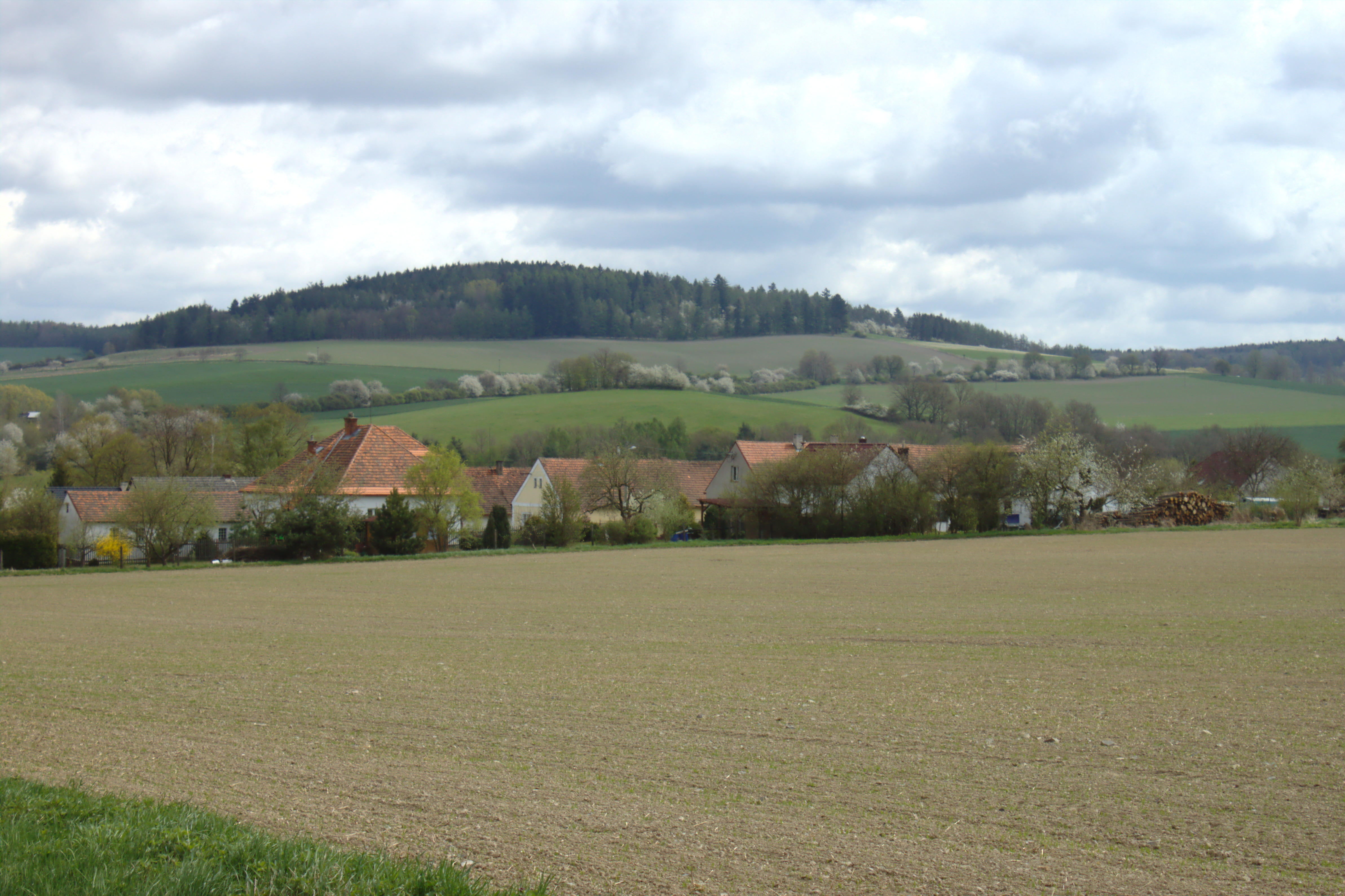
Vue générale.
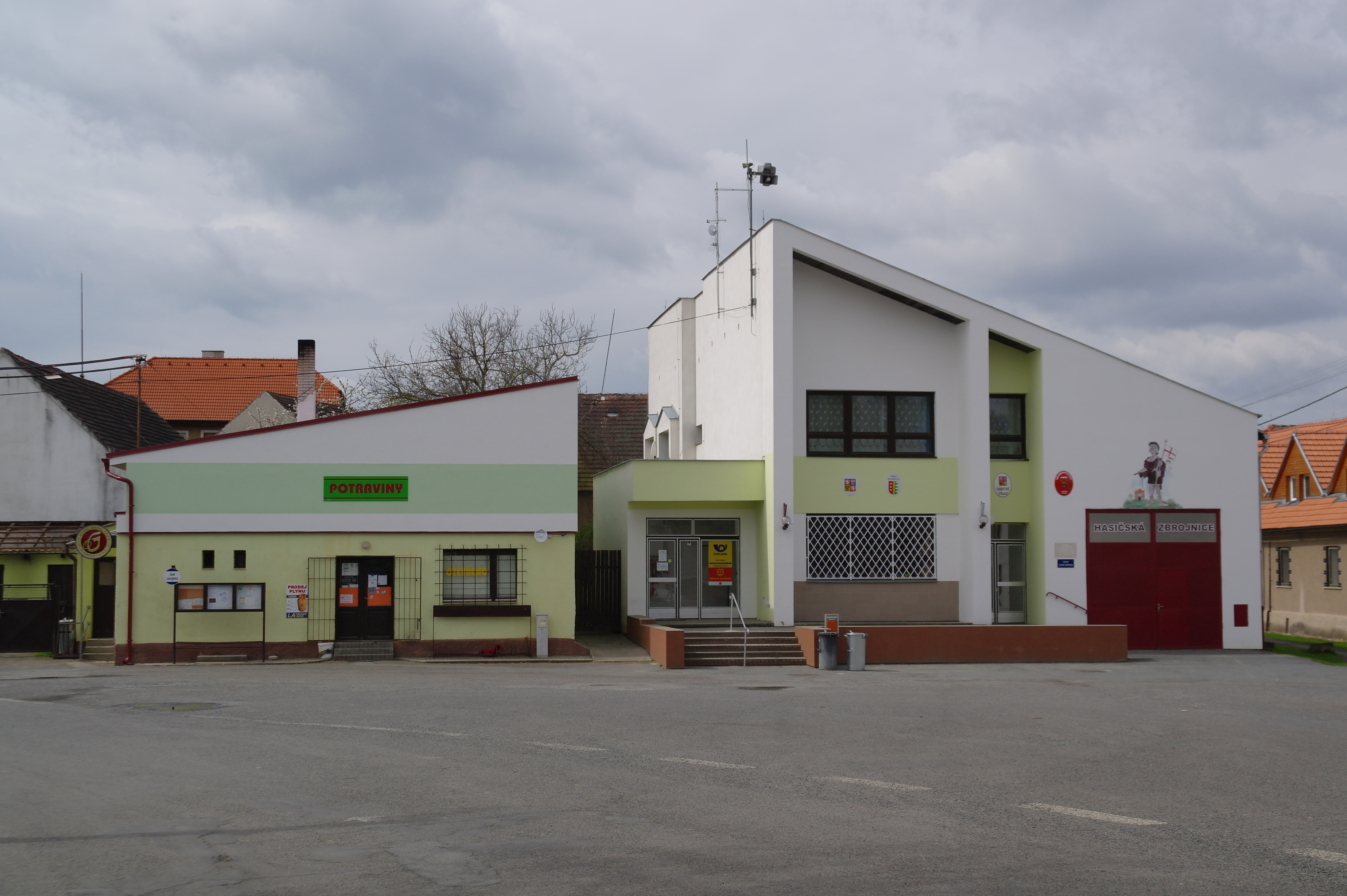
Poste et mairie.

## Transports
Par la route, Horšice se trouve à 8 km de Přeštice, à 30 km de Plzeň et à 118 km de Prague.